# Gideon Jung
Gideon Jung (* 12. September 1994 in Düsseldorf) ist ein deutsch-ghanaischer Fußballspieler. Er stand zuletzt bei der SpVgg Greuther Fürth unter Vertrag und kommt überwiegend in der Innenverteidigung oder im defensiven Mittelfeld zum Einsatz.

## Familie
Jung wurde als Sohn ghanaischer Eltern in der nordrhein-westfälischen Landeshauptstadt Düsseldorf geboren.

## Karriere

### Vereine

#### Anfänge
Jung hatte mit dem Fußballspielen in der Jugend der Sportfreunde Baumberg begonnen, bevor er im Jahr 2012 in die A-Jugend (U-19) von Rot-Weiß Oberhausen wechselte. Zur Saison 2013/14 rückte er in die erste Mannschaft auf. Er absolvierte in seinem ersten Jahr 22 Spiele in der viertklassigen Regionalliga West, in denen er zwei Tore erzielte.

#### Wechsel zum Hamburger SV
Zur Saison 2014/15 wechselte Jung in die Bundesliga zum Hamburger SV. Parallel stand er in seiner ersten Saison beim HSV auch im Kader der zweiten Mannschaft (U23), die in der viertklassigen Regionalliga Nord antritt. In seiner ersten Saison kam er auf 23 Regionalliga-Einsätze, in denen er zwei Tore erzielte. Im Januar 2015 wurde seine Vertragslaufzeit um zwei Jahre bis zum 30. Juni 2018 verlängert. Zur Saison 2015/16 stieg Jung unter Trainer Bruno Labbadia nach dem Verkauf von Jonathan Tah hinter Emir Spahić, Johan Djourou und Cléber Reis zum vierten Innenverteidiger in der ersten Mannschaft auf. Am 9. August 2015 kam er erstmals bei einem Pflichtspiel zum Einsatz, als er bei der 2:3-Erstrundenniederlage im DFB-Pokal gegen den FC Carl Zeiss Jena in der 70. Spielminute für Lewis Holtby eingewechselt wurde. Fünf Tage später – am 14. August 2015 – debütierte er bei der 0:5-Niederlage des HSV im Bundesligaauftaktspiel gegen den Meister FC Bayern München in der höchsten deutschen Spielklasse. Sein erstes Pflichtspieltor für die Hamburger erzielte Jung im Achtelfinale des DFB-Pokals im Februar 2017 beim 2:0-Heimsieg gegen den 1. FC Köln mit dem ersten Treffer.
Bei der 0:1-Heimniederlage am neunten Spieltag der Saison 2017/18 gegen den FC Bayern München musste Jung zum ersten Mal einen Platzverweis in der Fußball-Bundesliga hinnehmen.
Am 13. November 2017 verlängerte Jung seinen Vertrag in Hamburg vorzeitig bis 2022. Zwei Wochen später erzielte er am 26. November 2017 (13. Spieltag) beim 3:0-Sieg gegen die TSG 1899 Hoffenheim seinen ersten Bundesligatreffer. Bei der 1:3-Heimniederlage des HSV gegen RB Leipzig im DFB-Pokalhalbfinale 2018/19 führte Jung die Hamburger erstmals in einem Pflichtspiel als Kapitän auf das Feld.
Nach der Saison 2020/21, in der Jung unter Daniel Thioune und dem Interimstrainer Horst Hrubesch nur zu 19 Zweitligaeinsätzen (7-mal von Beginn) gekommen war, einigte er sich mit dem Verein auf eine Auflösung seines noch ein Jahr laufenden Vertrags.

#### SpVgg Greuther Fürth
Zur Saison 2021/22 schloss sich Jung der SpVgg Greuther Fürth an. Der 26-Jährige unterschrieb beim Bundesliga-Aufsteiger einen Vertrag bis zum 30. Juni 2023. Nach insgesamt vier Spielzeiten trennte sich der Verein im Sommer 2025 von ihm.

### Nationalmannschaft

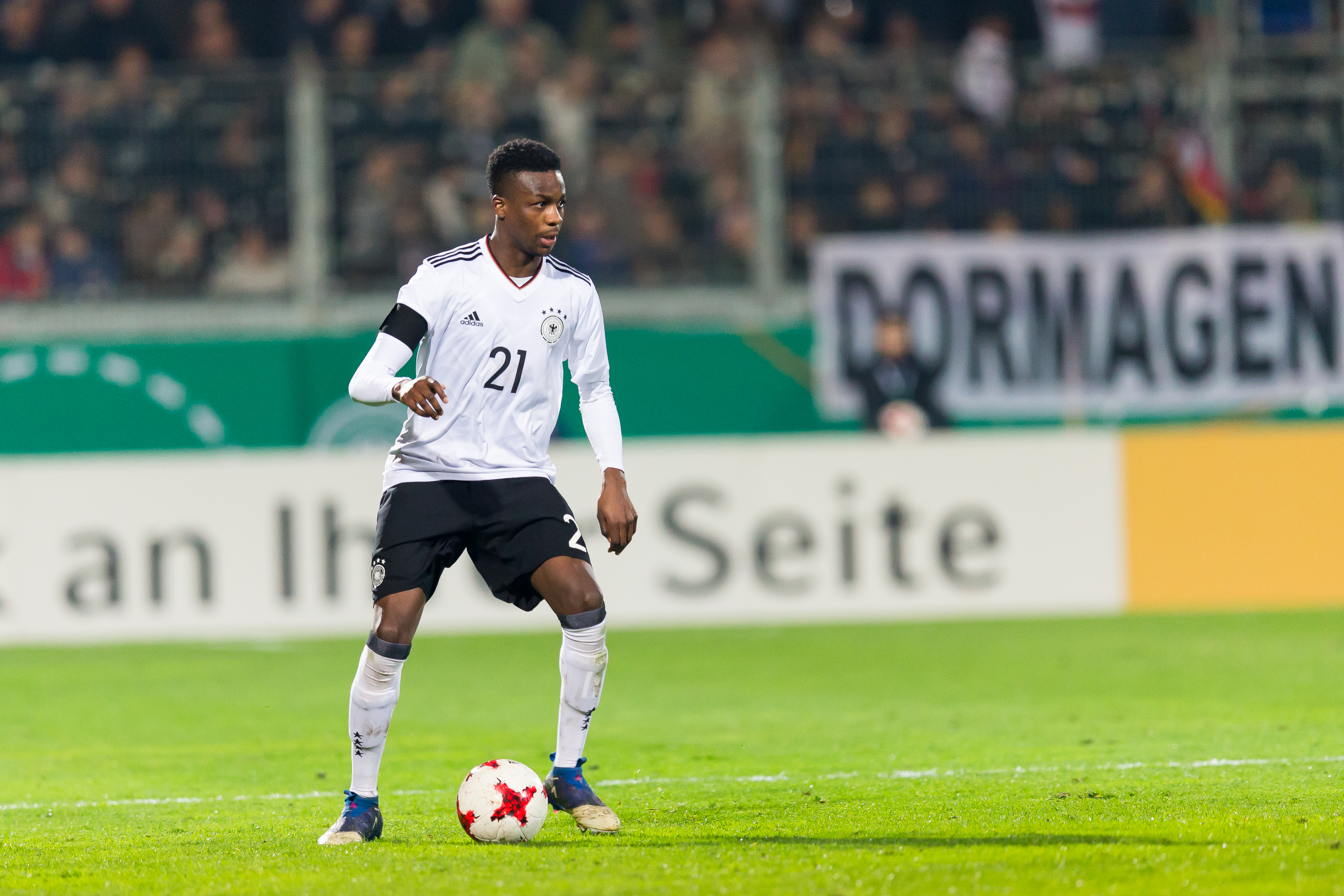
Gideon Jung in der U21-Auswahl des DFB (2017)

Im September 2015 und im August 2016 wurde Jung in den Kader der deutschen U21-Auswahl nominiert, sagte seine Teilnahme an den anstehenden Spielen jedoch wegen Verletzungen ab. Am 24. März 2017 gab er beim 1:0-Sieg in Wiesbaden gegen England schließlich sein Debüt für die U21 und wurde zum „Man of the Match“ gewählt, wobei die Umfrage von Fans des Hamburger SV stark beeinflusst worden sei.
Im Mai 2017 wurde Jung von U21-Bundestrainer Stefan Kuntz in den vorläufigen Kader für die U21-Europameisterschaft in Polen nominiert. Am 6. Juni gab Kuntz bekannt, dass Jung im endgültigen U21-EM-Aufgebot stehe. Im Turnier kam Jung zu vier Einsätzen und wurde U21-Europameister.
Jung, dessen Eltern beide aus Ghana kommen, könnte auch noch für das westafrikanische Land auflaufen. 2017 habe er sich noch nicht festgelegt, für welche A-Nationalmannschaft er spielen möchte.

## Erfolge
Nationalmannschaft
- U-21-Europameister: 2017